# Cantó de Sarre-Union
El cantó de Sarre-Union és una antiga divisió administrativa francesa situat al departament del Baix Rin i a la regió d'Alsàcia. Va desaparèixer el 2015.

## Composició
El cantó de Sarre-Union aplega 20 comunes :
| Nom alsacià  | Nom francès  | Nom alemany    |
| Àltwiller    | Altwiller    | Altweiler      |
| Beesert      | Bissert      | Bissert        |
| Bitte        | Butten       | Bütten         |
| Buckenum     | Sarre-Union  | Saarbockenheim |
| Dählinge     | Dehlingen    | Dehlingen      |
| Deedenoff    | Diedendorf   | Diedendorf     |
| Dumfässel    | Domfessel    | Domfessel      |
| Hàrschkírich | Harskirchen  | Harskirchen    |
| Herzum       | Herbitzheim  | Herbitzheim    |
| Hinsínge     | Hinsingen    | Hinsingen      |
| Kàschel      | Keskastel    | Keskastel      |
| Loränze      | Lorentzen    | Lorenzen       |
| Ermínge      | Oermingen    | Örmingen       |
| Ràtschwiller | Ratzwiller   | Ratzwiller     |
| Rímschdroff  | Rimsdorf     | Rimsdorf       |
| Sààrwerde    | Sarrewerden  | Saarwerden     |
| Schopperte   | Schopperten  | Schopperten    |
| Sílze        | Siltzheim    | Silzheim       |
| Vellerdínge  | Vœllerdingen | Völlerdingen   |
| Wolfskírche  | Wolfskirchen | Wolfskirchen   |

## Història
| Data d'elecció | Identitat         | Partit | Qualitat |
| -------------- | ----------------- | ------ | -------- |
| 1945-1950      | Paul Dommel       |        |          |
| 1950-1955      | Georges Bronner   |        |          |
| 1955-1979      | Louis Jung        |        |          |
| 1979-1998      | Marcel Wintzerith | UDF    |          |
| 1998-2011      | Denis Lieb        | RPR    |          |
| 2011-2012      | David Heckel      | UL     |          |
| 2012-2015      | Marc Séné         | UMP    |          |